# Lutz Brockhaus
Lutz Brockhaus (* 14. September 1945 in Berlin; † 1. September 2016 in Darmstadt) war ein deutscher Bildhauer und Hochschullehrer an der FH Aachen.

## Leben

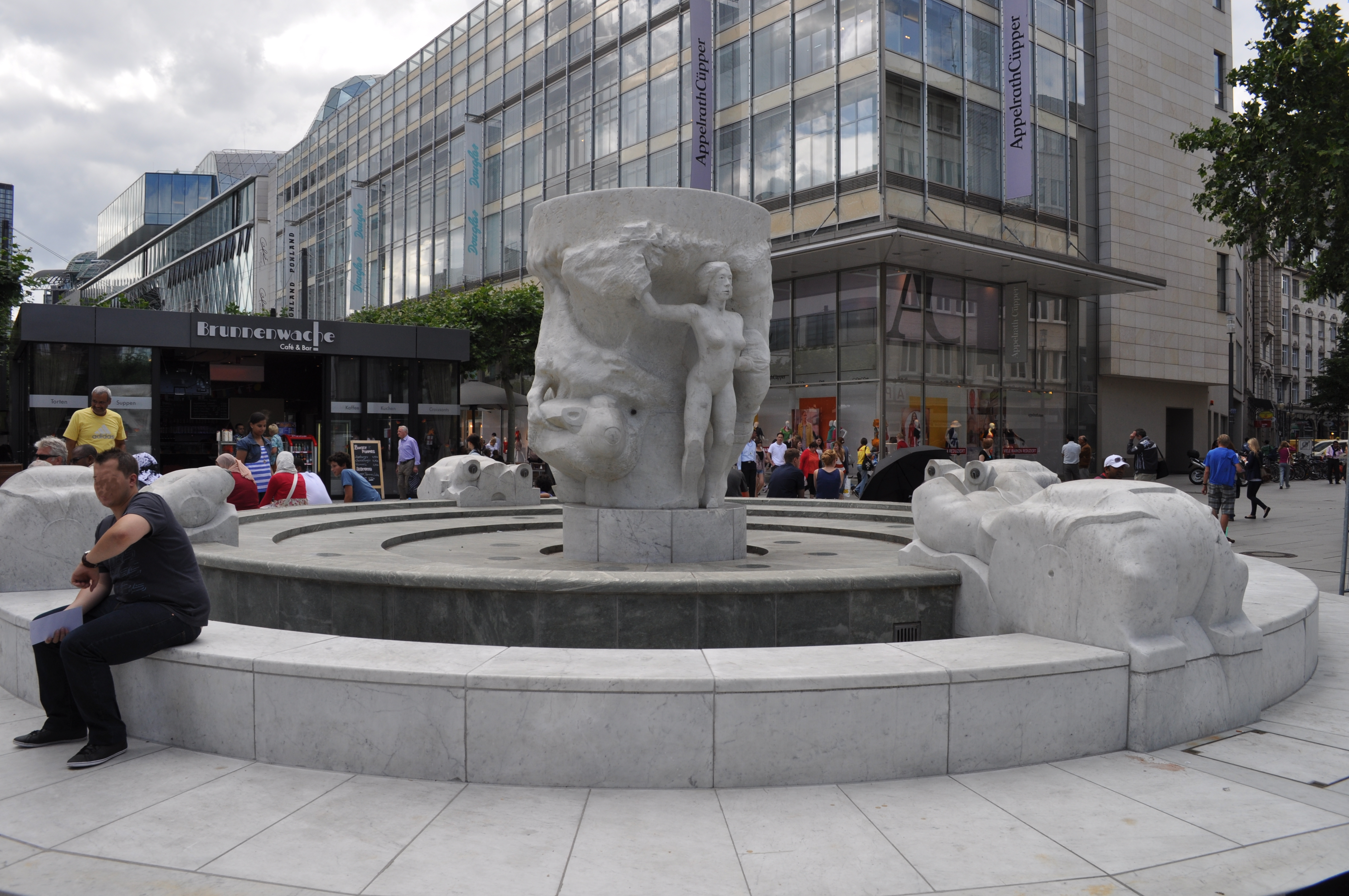
Der „Brockhausbrunnen“ entstand 1983/84 in der Frankfurter Zeil „vor Ort“.

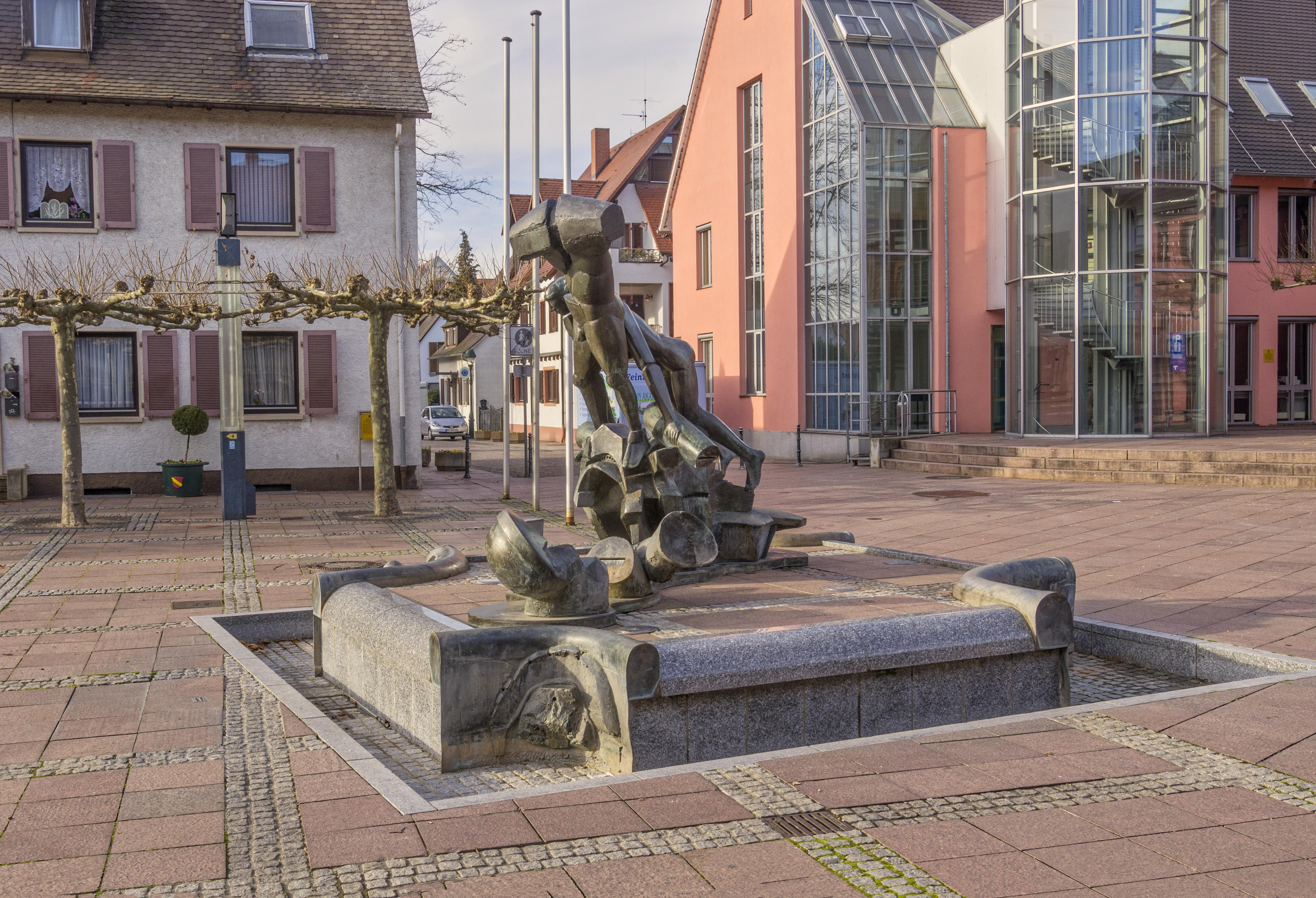
„Monument“ (1990) in Neuenburg am Rhein

Brockhaus ist in Berlin aufgewachsen. Nach der Schule studierte er ab 1966 an der Staatlichen Hochschule für Bildende Künste Berlin bei Ludwig Gabriel Schrieber und wurde 1971 Meisterschüler. Ab 1972 war er Assistent von Waldemar Grzimek an der Technischen Hochschule Darmstadt; dort erhielt er 1974 einen Lehrauftrag und wurde 1977 Dozent. 1981 wurde er zum Professor für Plastik an die FH Aachen berufen. Diese Professur hatte er bis 2000 inne.
Er lebte und arbeitete in den letzten Jahren in Darmstadt und auf Sardinien. Seine Frau Sabine ist die Tochter des Düsseldorfer Malers Oswald Petersen.
Brockhaus war Mitglied im Deutschen Künstlerbund und langjähriges Mitglied im Vorstand der Darmstädter Sezession.
Lutz Brockhaus wurde auf dem Alten Friedhof in Darmstadt bestattet (Grabstelle: I Mauer 165).
Ein Teil seines schriftlichen Nachlasses befindet sich im Deutschen Kunstarchiv im Germanischen Nationalmuseum in Nürnberg.

## Auszeichnungen
- Preis der Villa Massimo, Rom (1979)
- Wilhelm-Loth-Preis, Darmstadt (1999)